# Seyfo Soley
Seyfo Soley (ur. 16 lutego 1980 w Lumin) – gambijski piłkarz występujący na pozycji pomocnika. Zawodnik klubu Alki Larnaka.

## Kariera klubowa
Soley karierę rozpoczynał w 1998 roku w Bandżulu Hawks. W 1999 roku wyjechał do Belgii, by grać w tamtejszym trzecioligowcu Sint-Niklase SK. W 2000 roku zespół ten połączył się z KSC Lokeren (Eerste klasse) i to jego barwy zaczął reprezentować Soley. Spędził tam 2 lata.
W 2002 roku odszedł do klubu KRC Genk, także grającego w ekstraklasie. Przez 1,5 roku rozegrał tam 41 spotkań i zdobył 2 bramki. Na początku 2004 roku podpisał kontrakt z saudyjskim Al-Hilal. Po pół roku wrócił jednak do Genku, gdzie tym razem występował przez 2 lata. W połowie 2006 roku odszedł z klubu.
W styczniu 2007 roku Soley został graczem angielskiego Preston North End z Championship. Zadebiutował tam 20 lutego 2007 roku w wygranym 2:1 pojedynku z Norwich City. W barwach Prestonu zagrał 6 razy.
W połowie tego samego roku Soley wrócił do Bandżulu Hawks. Po 4 latach spędzonych w tym klubie, przeniósł się do cypryjskiego Doxa Katokopia z Protathlima A’ Kategorias. Grał tam przez rok, a w 2011 roku odszedł do innego zespołu tej ligi, Alki Larnaka.

## Kariera reprezentacyjna
W reprezentacji Gambii Soley zadebiutował w 2000 roku.